# Tan Dun
Tan Dun (谭盾; Hunan, 18 agosto 1957) è un compositore cinese, noto soprattutto per aver composto le colonne sonore dei film The Banquet,  Hero e La tigre e il dragone (il lavoro su quest'ultima pellicola gli ha fatto vincere un Grammy e un Oscar).

## Biografia
Tan Dun ha trascorso gran parte della sua infanzia con sua nonna, che lo ha cresciuto nel rispetto dell'antica cultura sciamanica cinese.
Dopo aver lavorato nei campi di riso durante la Rivoluzione Culturale e successivamente come musicista ed arrangiatore per l'Opera della provincia di Pechino, Tan viene ammesso al Conservatorio Centrale di Pechino, dove rimane per otto anni. Nel 1986 si reca a New York per ritirare un premio alla Columbia University e completare il dottorato in composizione. Tan Dun unisce la tradizione sciamanistica cinese con l'avanguardia occidentale.
Nel 2006 Tan ha presenziato in veste di compositore all'Ultima Festival (Oslo), al Festival d'Autunno (Parigi), al BBC Proms (Londra), e alla Biennale di Helsinki. I suoi lavori sono stati selezionati per i maggiori festival del mondo e spesso trasmessi dalla National Public Radio, dalla BBC e dalla Berlin Radio.
Tra i suoi lavori, le opere liriche The First Emperor, Tea: A Mirror of Soul, e The Map: A Multimedia Event in Rural China.
Ha composto la colonna sonora delle cerimonie di premiazione (Medal Ceremonies) delle Olimpiadi di Pechino 2008.
Su commissione di Google Inc. ha composto The Internet Symphony No. 1, "Eroica" per celebrare la fusione tra Google e YouTube, eseguita per la prima volta il 6 ottobre 2008 dalla London Symphony Orchestra e per la prima volta in pubblico il 16 aprile 2009 dalla YouTube Symphony Orchestra: primo ensemble sinfonico selezionato solo tramite provini inviati via YouTube. Nel 2017 ha vinto a Venezia il Leone d'Oro alla carriera.
Nel Marzo del 2013 è stato nominato ambasciatore dell’UNESCO .
Il 23 marzo 2018 ha avuto luogo al Dresdner Musikfestspiele la prima esecuzione assoluta della Buddha Passion, composizione in sei atti commissionata dal Dresdner Musikfestspiele, dalla Los Angeles Philharmonic, dalla New York Philharmonic e dalla Melbourne Symphony Orchestra.

## Filmografia parziale
- Il tocco del male (Fallen), regia di Gregory Hoblit (1998)
- La tigre e il dragone (臥虎藏龍 / Wo hu cang long), regia di Ang Lee (2000)
- Hero (英雄 / Yīng xióng), regia di Zhang Yimou (2002)